# Guitars
Guitars — девятнадцатый студийный альбом Майка Олдфилда, выпущенный в 1999 году. Идея альбома заключается в том, чтобы записать все треки только с помощью гитар.

## Об альбоме
Олдфилд всегда считал себя в первую очередь гитаристом и этот альбом стал данью уважения к гитаре. Звуки всех инструментов, в том числе и ударные, записаны с помощью различных гитар.

## Список композиций
1. «Muse» — 2:12
2. «Cochise» — 5:15
3. «Embers» — 3:51
4. «Summit Day» — 3:46
5. «Out of Sight» — 3:48
6. «B. Blues» — 4:30
7. «Four Winds» — 9:32
8. «Enigmatism» — 3:32
9. «Out of Mind» — 3:46
10. «From the Ashes» — 2:28